# DEFB119
DEFB119‏ (Defensin beta 119) هوَ بروتين يُشَفر بواسطة جين DEFB119 في الإنسان.